# Conostylis misera
Conostylis misera är en enhjärtbladig växtart som beskrevs av Stephan Ladislaus Endlicher. Conostylis misera ingår i släktet Conostylis och familjen Haemodoraceae. Inga underarter finns listade.